# Pierre Billaud

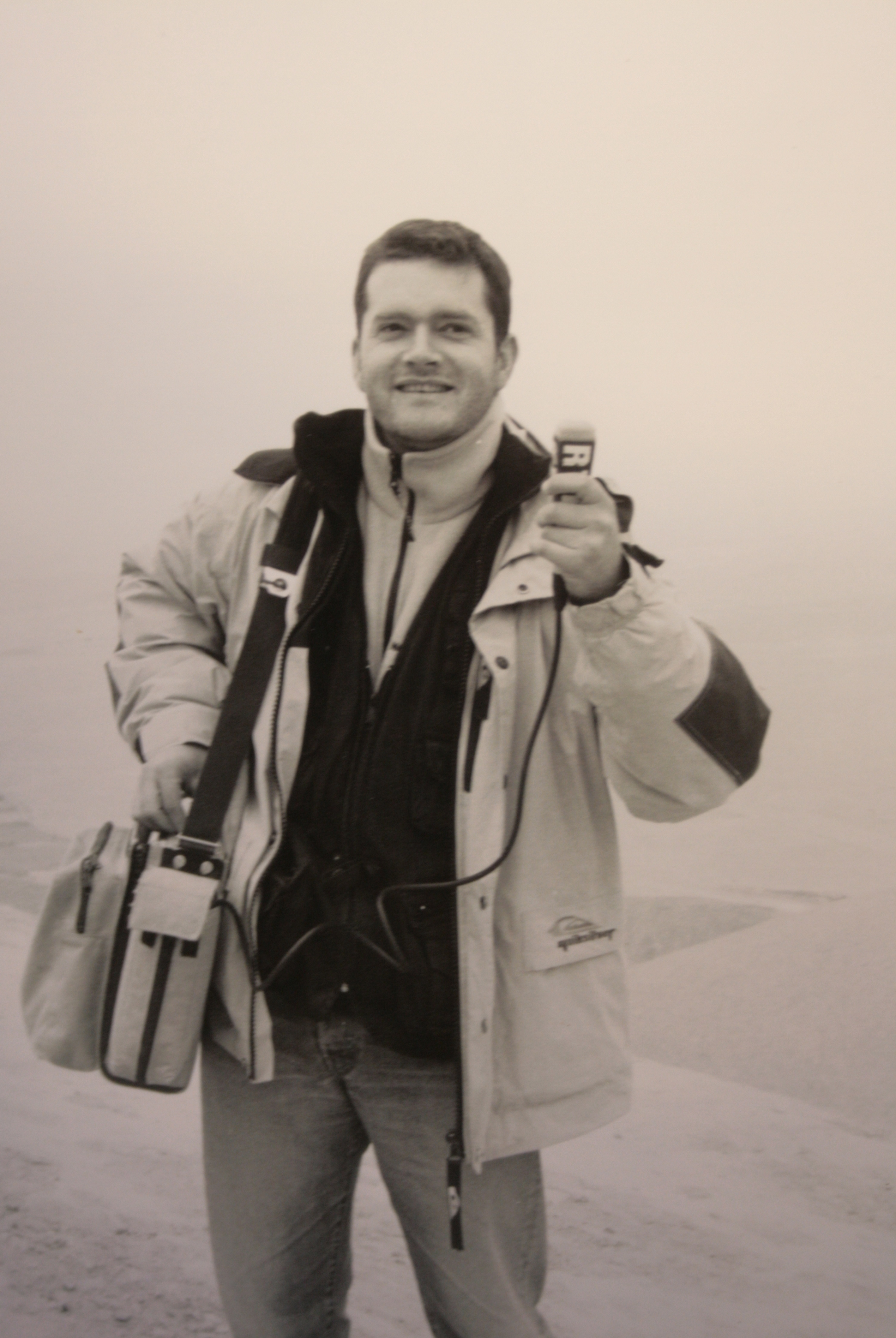
Pierre Billaud

Pierre Billaud (* 21. Mai 1970 in Agen; † 11. November 2001 bei Dasht e-Qaleh, Provinz Takhar, Nordost-Afghanistan) war ein französischer Hörfunkjournalist und Reporter. Er kam 2001 zusammen mit seiner französischen Kollegin Johanne Sutton und dem deutschen Reporter Volker Handloik, der für den stern berichtete, in Nordost-Afghanistan ums Leben. Taliban hatten das gepanzerte Fahrzeug angegriffen, auf dem er und fünf weitere Journalisten aus Europa und Australien zusammen mit dem Nordallianz-Kommandanten Amer Bashir im Kalakata-Gebirge unterwegs waren.
Billaud begann seine journalistische Karriere bei Radio France. Anschließend arbeitete er für den französischen Hörfunksender RTL als Reporter. Er berichtete über Konflikte in Algerien, Israel, Palästina, Bosnien-Herzegowina und aus dem Kosovo. Aus Afghanistan hatte er in einer Reihe von Reportagen über die Situation der Frauen und Mädchen im Land berichtet. Seit seinem Tod setzt sich seine Familie für die Organisation FemAid ein, um die Lage von Frauen und Kindern in Afghanistan zu verbessern.
| Personendaten    | Personendaten                                          |
| ---------------- | ------------------------------------------------------ |
| NAME             | Billaud, Pierre                                        |
| KURZBESCHREIBUNG | französischer Journalist, Kriegsberichterstatter       |
| GEBURTSDATUM     | 21. Mai 1970                                           |
| GEBURTSORT       | Agen                                                   |
| STERBEDATUM      | 11. November 2001                                      |
| STERBEORT        | bei Dasht e-Qaleh, Provinz Takhar, Nordost-Afghanistan |